# Lipan (Texas)
Lipan es una ciudad ubicada en el condado de Hood en el estado estadounidense de Texas. En el Censo de 2010 tenía una población de 430 habitantes y una densidad poblacional de 156,48 personas por km².

## Geografía
Lipan se encuentra ubicada en las coordenadas 32°31′7″N 98°2′49″O / 32.51861, -98.04694. Según la Oficina del Censo de los Estados Unidos, Lipan tiene una superficie total de 2.75 km², de la cual 2.75 km² corresponden a tierra firme y (0%) 0 km² es agua.

## Demografía
Según el censo de 2010, había 430 personas residiendo en Lipan. La densidad de población era de 156,48 hab./km². De los 430 habitantes, Lipan estaba compuesto por el 94.65% blancos, el 0.23% eran afroamericanos, el 0.7% eran amerindios, el 0% eran asiáticos, el 0% eran isleños del Pacífico, el 3.02% eran de otras razas y el 1.4% pertenecían a dos o más razas. Del total de la población el 8.14% eran hispanos o latinos de cualquier raza.